# Noblejas (kommun)
Noblejas är en kommun i Spanien.   Den ligger i provinsen Toledo och regionen Kastilien-La Mancha, i den centrala delen av landet, 50 km sydost om huvudstaden Madrid. Antalet invånare är 3 670.